# Україна на пісенному конкурсі Євробачення 2024

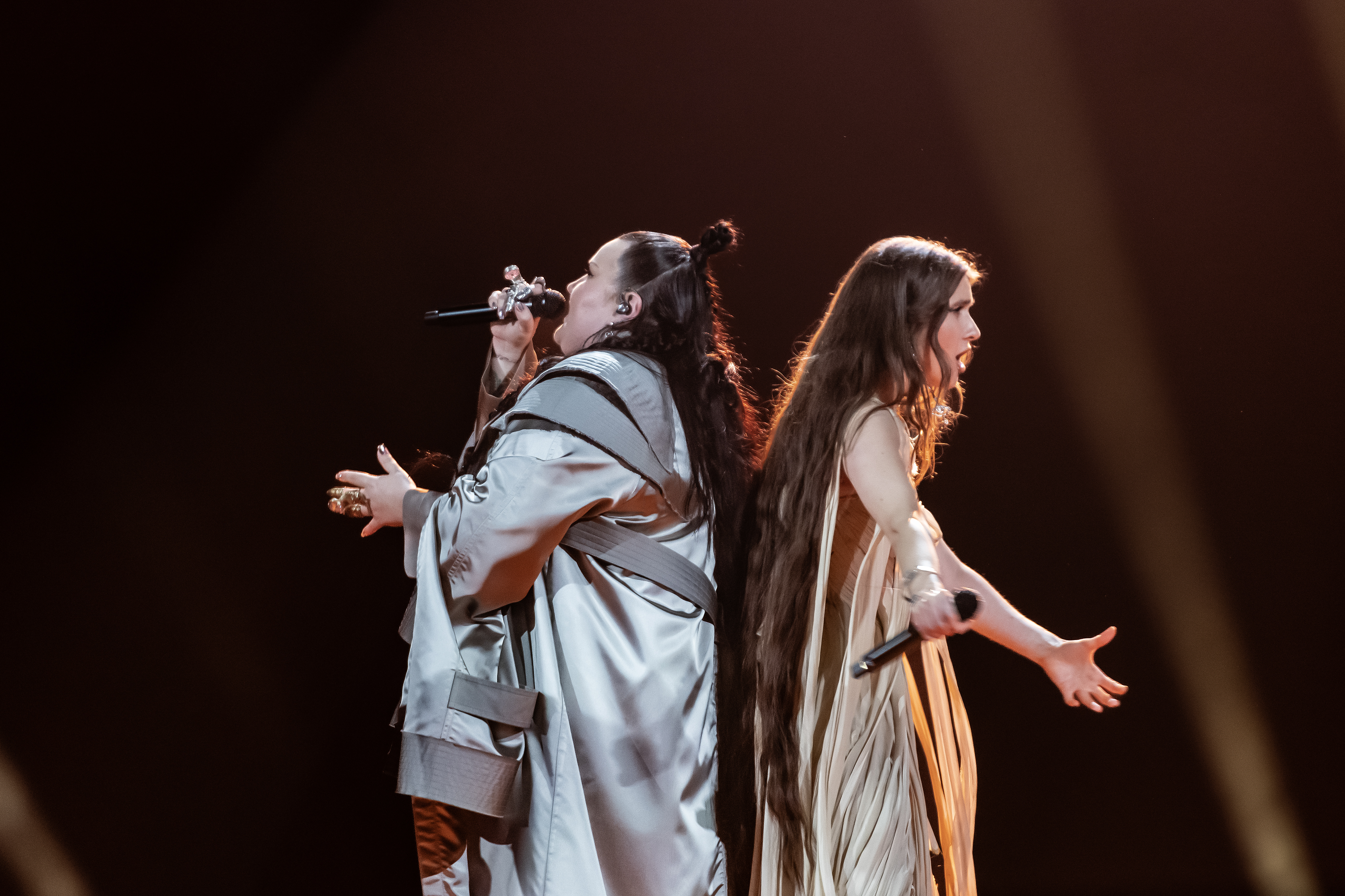
alyona alyona та Jerry Heil

Україна взяла участь у Пісенному конкурсі Євробачення 2024, що відбувся у травні 2024 року в Мальме, Швеція. За результатами конкурсу представниці України alyona alyona та Jerry Heil пройшли до фіналу, де посіли 3-тє місце, набравши 453 бали.

## Передісторія
У 2002 році «Національна телекомпанія України» долучилася до пісенного конкурсу «Євробачення». У 2003 році Україна була вперше представлена на пісенному конкурсі «Євробачення». З того часу Україна до 2023 року була представлена на конкурсі 19 разів, з яких тричі перемагала: 2004 року з піснею «Wild Dances» співачки Руслани, 2016 року — з «1944» співачки Джамали та 2022 — зі «Stefania» гурту «Kalush Orchestra».
На конкурсі, проведеному у місті Ліверпуль, Велика Британія, у травні 2023 року від імені України, перемогла Лорін, представниця Швеції, з піснею «Tattoo». Відтак, конкурс 2024 року був проведений у Швеції.

## Національний відбір

### Попередній відбір
28 серпня 2023 року Національна суспільна телерадіокомпанія України повідомила, що Україна візьме участь у пісенному конкурсі Євробачення-2024 у Швеції. Музичним продюсером відбору став, як і на відборі грудня 2022 року, соліст гурту «Ріаnобой» Дмитро Шуров. Зазначалося, що у відборі були внесені зміни, щоб дати українській аудиторії змогу «ще більше долучитися до ухвалення ключових рішень відбору». За результатами конкурсу, про які НСТУ повідомила 12 грудня, проводити Нацвідбір буде ІП «1+1 Продакшн».
Прийом заявок на участь у Нацвідборі тривав з 30 серпня по 22 жовтня 2023 року. Як повідомило Суспільне 24 жовтня, надійшло 389 заявок від 288 виконавців, з яких 222 — сольні.

Після опрацювання заявок було сформовано лонглист із двадцяти учасників, оприлюднений 9 листопада. До лонглиста відбору увійшли:
- alyona alyona & Jerry Heil
- ANKA
- Carpetman
- DREVO
- Ingret
- Julia Belei
- KARYOTYPE
- Krylata
- Mélovin
- NAHABA
- Nazva
- PARFENIUK
- SHÉPA
- SKYLERR
- STASYA
- SWOIIA
- TESLENKO
- YAGÓDY
- YAKTAK
- Ziferblat

17 листопада 2023 Суспільне Мовлення оголосило імена та назви пісень 10 фіналістів Національного відбору на «Євробачення-2024»:
- alyona alyona & Jerry Heil — «Teresa & Maria»
- DREVO — «Endless chain»
- Ingret — «Keeper»
- Mélovin — «Dreamer»
- NAHABA — «Glasss»
- Nazva — «Slavic English»
- SKYLERR — «Time is running out»
- YAGÓDY — «Tsunamia»
- YAKTAK — «Lalala»
- Ziferblat — «Place I Call Home».

З решти десяти учасників лонглиста шляхом онлайн-голосування в додатку «Дія» протягом 15-21 грудня було обрано одинадцятого фіналіста. Пісні учасників були опубліковані 13 грудня.
- ANKA — «Палала»
- Carpetman — «Endless fight»
- KARYOTYPE — «Sadness»
- Krylata — «Queen»
- PARFENIUK — «Серед вітрів»
- SHÉPA — «SUPERNOVA»
- STASYA — «Rika»
- SWOIIA — «Little Angels»
- TESLENKO — «Lights go up»

Учасниця Julia Belei, що ввійшла до лонглиста фіналістів, відмовилася від участі в конкурсі у зв'язку з особистими обставинами.
За результатами голосування, одинадцятою фіналісткою Нацвідбору стала ANKA: за неї проголосували 26,78 % учасників.

### Журі фіналу
15 січня 2024 року в додатку «Дія» розпочалося голосування за трьох членів журі Національного відбору. Опитування тривало до 22 січня. Кандидатами в журі стали: Олександр Варениця, Андрій Данилко, Джамала, Олена Коляденко, Катерина Павленко, Сергій Танчинець, Євген Тріплов, Євген Хмара та Павло Шилько. За результатами голосування, членами журі обрано Андрія Данилка (43,79 %), Джамалу (23,62 %) та Сергія Танчинця (12,42 %).

### Фінал

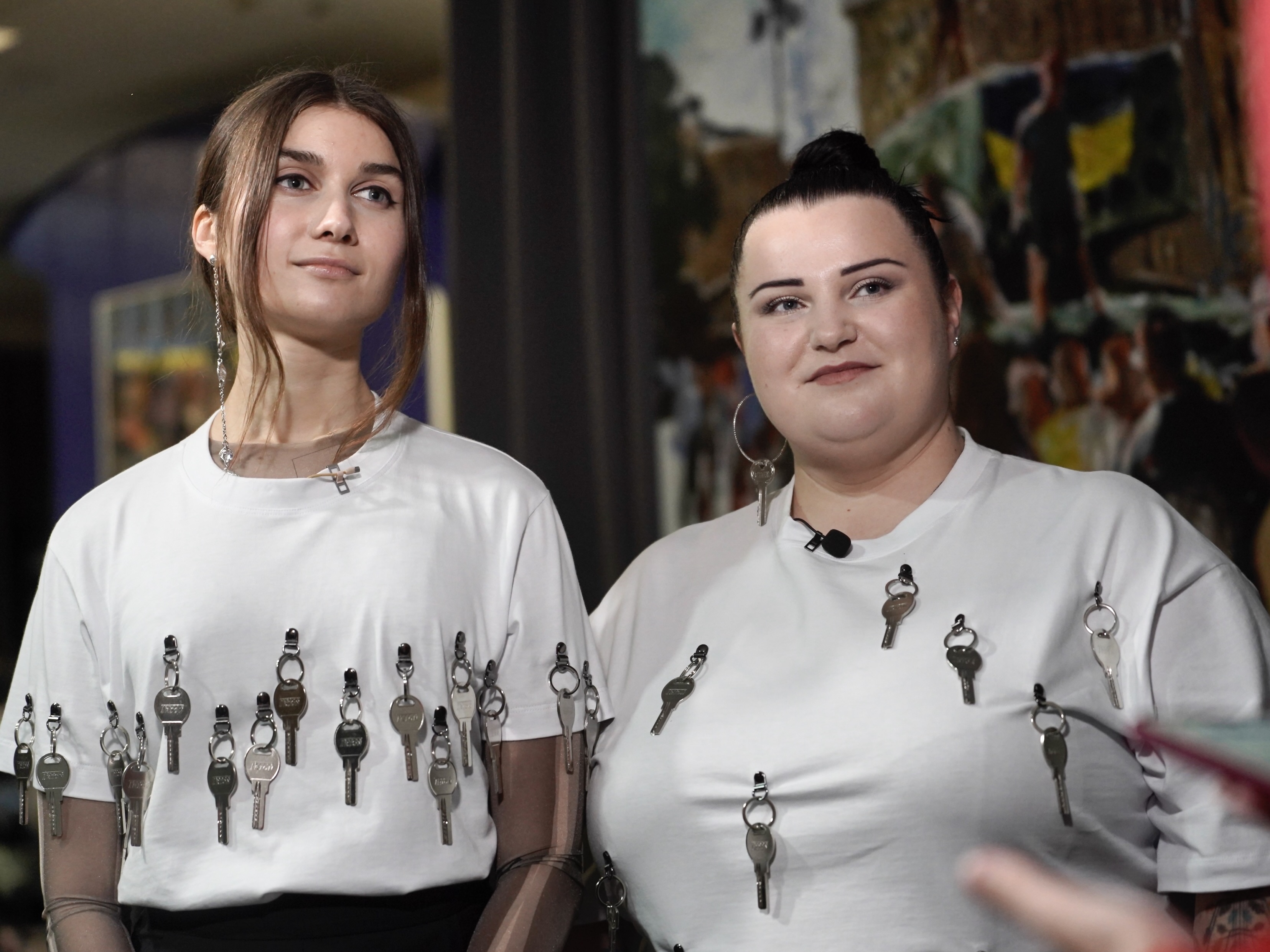
Jerry Heil та alyona alyona — переможниці Нацвідбору

Фінал відбору відбувся 3 лютого 2024 року. Ведучими фіналу стали Тімур Мірошниченко, Юлія Саніна та Василь Байдак.
11 січня 2024 року відбулося жеребкування, яке визначило порядок виступів фіналістів. Також було представлено пісні фіналістів.
З міркувань безпеки виступи фіналістів та інші номери фіналу було записано 2 лютого. Виступити у фіналі запросили таких виконавців як Руслана, гурт «Tvorchi», гурт «Kalush Orchestra», Джамала, Вєрка Сердючка, Тіна Кароль, а також Анастасія Димид, представниця України на Дитячому Євробаченні-2023, у дуеті зі Світланою Тарабаровою. Спільний номер мали продюсер відбору Дмитро Шуров та всі учасники конкурсу, які разом виконали попурі пісень Володимира Івасюка.
Під час трансляції фіналу, після виступів усіх учасників ведучі оголосили про відкриття ліній для голосування. Однак у роботі додатка «Дія», де відбувалося глядацьке голосування, стався масштабний збій, через що глядачі не змогли віддати свої голоси. У зв'язку з цим голосування продовжили, а результати Нацвідбору оголосять у прямому ефірі 4 лютого.
4 лютого учасниця відбору SKYLERR заявила про відмову від участі у відборі через масштабний збій додатка «Дія», однак Суспільне Мовлення заявило, що підстав для зняття кандидатури немає і що артистка у разі перемоги має право відмовитися від укладання договору з НСТУ.
О 15:15 4 лютого почався повторний показ фінального концерту Нацвідбору. Результати конкурсу були оголошені в прямому ефірі, що почався о 19:05. Участь у голосуванні в додатку «Дія» взяли 1 167 185 осіб. За результатами голосування журі та глядачів, переможницями відбору стали Jerry Heil та alyona alyona.
| №  | Учасник                    | Пісня                 | Переклад                     | Журі | Глядацьке голосування | Глядацьке голосування | Глядацьке голосування | Підсумок | Місце |
| №  | Учасник                    | Пісня                 | Переклад                     | Журі | Бали                  | К-сть голосів         | % голосів             | Підсумок | Місце |
| -- | -------------------------- | --------------------- | ---------------------------- | ---- | --------------------- | --------------------- | --------------------- | -------- | ----- |
| 1  | YAKTAK                     | «Lalala»              | «Лалала»                     | 6    | 10                    | 107 227               | 9,19                  | 16       | 4     |
| 2  | Ingret                     | «Keeper»              | «Берегиня»                   | 8    | 2                     | 15 238                | 1,31                  | 10       | 6     |
| 3  | Nazva                      | «Slavic English»      | «Слов'янська англійська»     | 2    | 1                     | 14 852                | 1,27                  | 3        | 11    |
| 4  | ANKA                       | «Палала»              | —                            | 5    | 4                     | 19 183                | 1,64                  | 9        | 8     |
| 5  | DREVO                      | «Endless chain»       | «Нескінченний ланцюг»        | 4    | 3                     | 16 235                | 1,39                  | 7        | 9     |
| 6  | alyona alyona & Jerry Heil | «Teresa & Maria»      | «Тереза і Марія»             | 10   | 11                    | 723 297               | 61,97                 | 21       | 1     |
| 7  | Mélovin                    | «Dreamer»             | «Мрійник»                    | 9    | 9                     | 82 838                | 7,10                  | 18       | 3     |
| 8  | SKYLERR                    | «Time is running out» | «Час збігає»                 | 3    | 6                     | 38 177                | 3,27                  | 9        | 7     |
| 9  | Ziferblat                  | «Place I Call Home»   | «Місце, яке я називаю домом» | 11   | 8                     | 64 276                | 5,51                  | 19       | 2     |
| 10 | YAGÓDY                     | «Tsunamia»            | «Цунамія»                    | 7    | 7                     | 62 269                | 5,33                  | 14       | 5     |
| 11 | NAHABA                     | «Glass»               | «Скло»                       | 1    | 5                     | 23 593                | 2,02                  | 6        | 10    |

Проведення Національного відбору коштувало Суспільному Мовленню майже 11 мільйонів грн.
8 лютого alyona alyona та Jerry Heil підписали із НСТУ договір на участь у Євробаченні 2024.

## Виступ на Євробаченні 2024

### Підготовка
30 січня 2024 року відбулося жеребкування, яке визначило, що Україна виступатиме в першій половині першого півфіналу конкурсу, що відбудеться 7 травня. 26 березня організатори Євробачення повідомили порядок виступів півфіналістів, відповідно до якого представниці України виступлять у першому півфіналі під номером 5.
25 квітня українська делегація вирушила у місто Мальме, де відбувся конкурс. Напередодні виїзду alyona alyona та Jerry Heil оголосили про початок спільного з United24 збору на відбудову Великокостромської гімназії в Дніпропетровській області, зруйнованій внаслідок російського вторгнення. Перша репетиція дуету на сцені Євробачення в Мальме-Арені відбулася 27 квітня. 1 травня відбулася друга репетиція дуету на сцені, після якої на офіційних ресурсах конкурсу було розміщено короткий фрагмент телевізійної версії номера. Постановницею номера представниць України на конкурсі стала режисерка Таня Муїньо.
5 травня відбулася церемонія відкриття Євробачення 2024. Alyona alyona та Jerry Heil з'явилися на ній в одязі з підвішеними ключами, що символізують домівки, втрачені українцями внаслідок російського вторгнення. Учасниці подарували ведучому великодній кошик та продемонстрували традицію «битися» крашанками.

### Перший півфінал
За результатами першого півфіналу, що відбувся 7 травня, alyona alyona та Jerry Heil пройшли до фіналу пісенного конкурсу. Детальні результати першого півфіналу відповідно до правил конкурсу були оприлюднені після фіналу. Згідно з ними, у першому півфіналі Україна посіла друге місце, набравши від глядачів 173 бали.
| Бал      | Країна                                                  |
| -------- | ------------------------------------------------------- |
| 12 балів | Решта світу Кіпр Литва Польща Португалія                |
| 10 балів | Азербайджан Фінляндія Німеччина Ісландія Молдова Швеція |
| 8 балів  | Австралія Хорватія Ірландія Люксембург Словенія         |
| 7 балів  | Велика Британія                                         |
| 6 балів  | Сербія                                                  |
| 5 балів  | —                                                       |
| 4 бали   | —                                                       |
| 3 бали   | —                                                       |
| 2 бали   | —                                                       |
| 1 бал    | —                                                       |

### Фінал

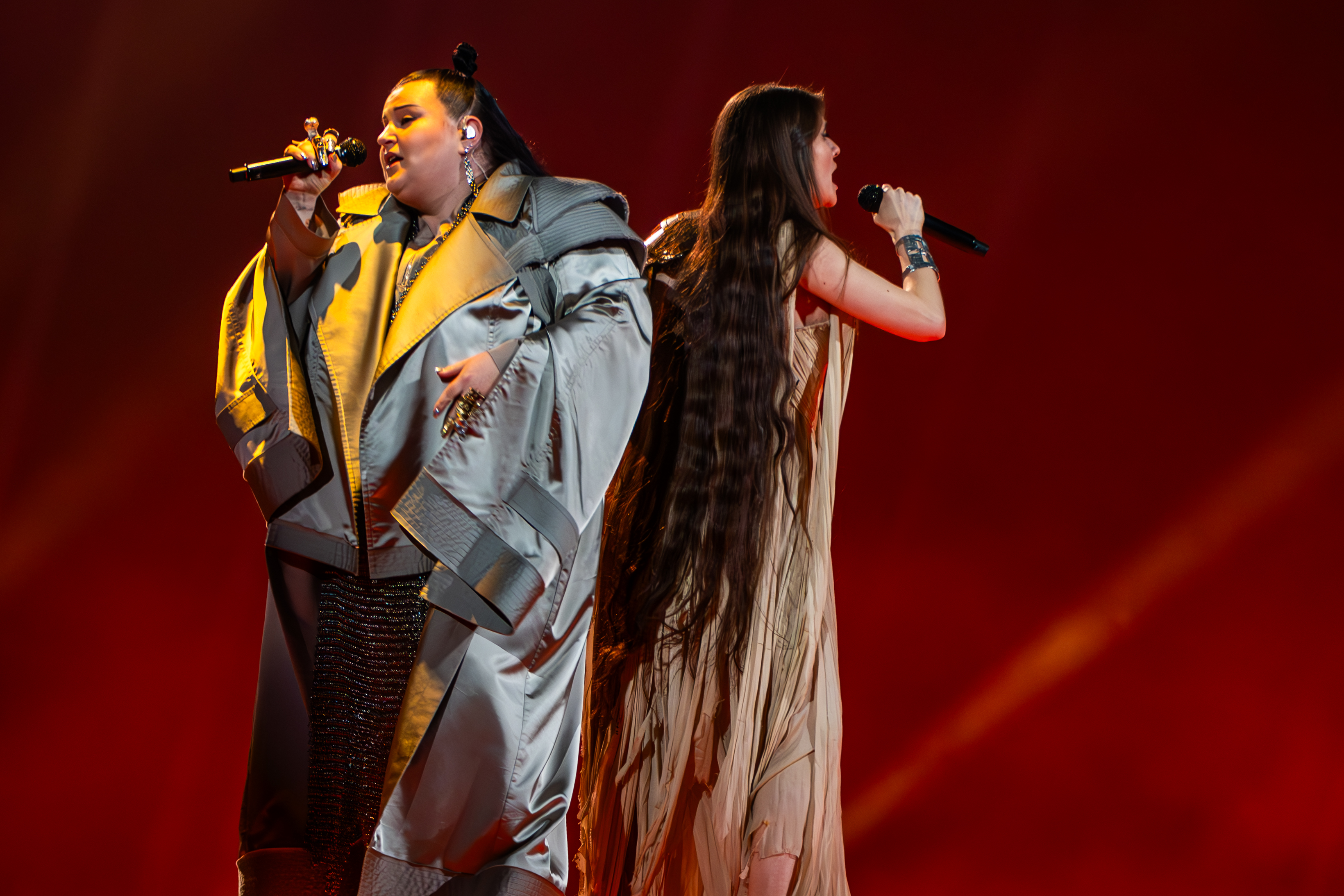
alyona alyona та Jerry Heil на сцені Євробачення-2024 під час однієї з репетицій фіналу

У ході жеребкування після першого півфіналу, що визначало половину фіналу, у якому виступатиме кожна країна-учасниця, представниці України витягли картку «Вибір продюсера» — одне з нововведень Євробачення 2024, яке передбачає, що не тільки порядковий номер, а й половину фіналу (першу або другу) для учасника оберуть самі організатори конкурсу. Так, було визначено, що під час фіналу Україна виступить у першій половині шоу під номером 2.
У фіналі, що відбувся 11 травня, alyona alyona та Jerry Heil посіли третє місце, набравши 453 бали, зокрема 146 балів від національних журі та 307 — від глядачів.
| Бал      | Країна                                    |
| -------- | ----------------------------------------- |
| 12 балів | Чехія Молдова                             |
| 10 балів | Польща Естонія Франція                    |
| 8 балів  | Латвія Ізраїль Фінляндія                  |
| 7 балів  | Хорватія                                  |
| 6 балів  | Данія Австрія Португалія Литва            |
| 5 балів  | Люксембург Грузія                         |
| 4 бали   | Норвегія Німеччина                        |
| 3 бали   | Ісландія Швеція                           |
| 2 бали   | Швейцарія Греція Нідерланди Ірландія      |
| 1 бал    | Австралія Азербайджан Бельгія Кіпр Сербія |

| Бал      | Країна                                                                                   |
| -------- | ---------------------------------------------------------------------------------------- |
| 12 балів | Молдова Чехія Польща Естонія Литва Грузія Мальта                                         |
| 10 балів | Латвія Ізраїль Португалія Данія Решта світу Сан-Марино Італія Іспанія                    |
| 8 балів  | Франція Хорватія Норвегія Німеччина Швеція Нідерланди Ірландія Кіпр Азербайджан Словенія |
| 7 балів  | Австрія Люксембург Бельгія Албанія                                                       |
| 6 балів  | Фінляндія Австралія Велика Британія Швейцарія                                            |
| 5 балів  | Ісландія                                                                                 |
| 4 бали   | —                                                                                        |
| 3 бали   | Греція Вірменія                                                                          |
| 2 бали   | —                                                                                        |
| 1 бал    | —                                                                                        |

## Голосування України за виконавців на Євробаченні-2024
25 березня 2024 року в додатку «Дія» розпочалося голосування за членів українського Національного журі, яке оцінювало виступи учасників конкурсу у фіналі. Кандидатами в журі стали Fiinka, Олексій Бондаренко, Олександр Варениця, Ірина Горова, Олена Коляденко, Макс Нагорняк, Анна Свиридова, Костянтин Томільченко, Alyosha та Євген Тріплов. Голосування тривало до 1 квітня, участь у ньому взяли 235 тисяч осіб. Його результати були оголошені під час фіналу конкурсу 11 травня 2024 року.
За результатами голосування, до складу Національного журі увійшли:
- Олена Тополя (голова журі, 90 221 голос);
- Ірина Горова (28 469 голосів);
- Олена Коляденко (24 265 голосів);
- Костянтин Томільченко (24 097 голосів);
- Макс Нагорняк (21 544 голоси)[48].

При цьому на вимогу Європейської мовної спілки кандидатуру Макса Нагорняка затвердили замість співачки Fiinka, що набрала більше голосів, для забезпечення «гендерного балансу».
Речницею українського національного журі у фіналі Євробачення-2024 стала співачка Джамала, що перемогла конкурс 2016 року.
| Бал      | Країна      |
| -------- | ----------- |
| 12 балів | Хорватія    |
| 10 балів | Литва       |
| 8 балів  | Ірландія    |
| 7 балів  | Люксембург  |
| 6 балів  | Фінляндія   |
| 5 балів  | Австралія   |
| 4 бали   | Молдова     |
| 3 бали   | Польща      |
| 2 бали   | Португалія  |
| 1 бал    | Азербайджан |

| Бал      | Країна     |
| -------- | ---------- |
| 12 балів | Швейцарія  |
| 10 балів | Ірландія   |
| 8 балів  | Швеція     |
| 7 балів  | Німеччина  |
| 6 балів  | Франція    |
| 5 балів  | Литва      |
| 4 бали   | Хорватія   |
| 3 бали   | Португалія |
| 2 бали   | Італія     |
| 1 бал    | Люксембург |

| Бал      | Країна    |
| -------- | --------- |
| 12 балів | Швейцарія |
| 10 балів | Хорватія  |
| 8 балів  | Ірландія  |
| 7 балів  | Литва     |
| 6 балів  | Франція   |
| 5 балів  | Латвія    |
| 4 бали   | Естонія   |
| 3 бали   | Норвегія  |
| 2 бали   | Фінляндія |
| 1 бал    | Вірменія  |

### Детальні результати голосування
| Країна          | Журі | Журі | Журі | Журі | Журі | Журі        | Глядачі     |
| Країна          | A    | B    | C    | D    | E    | Місце       | Глядачі     |
| --------------- | ---- | ---- | ---- | ---- | ---- | ----------- | ----------- |
| Австрія         | 25   | 19   | 24   | 12   | 18   | 18-е        | 20-е        |
| Велика Британія | 13   | 12   | 11   | 14   | 12   | 13-е        | 14-е        |
| Вірменія        | 19   | 16   | 18   | 16   | 9    | 15-е        | 10-е1 бал   |
| Греція          | 15   | 18   | 25   | 22   | 17   | 20-е        | 21-е        |
| Грузія          | 16   | 20   | 23   | 21   | 19   | 23-є        | 19-е        |
| Естонія         | 17   | 22   | 21   | 19   | 24   | 25-е        | 7-е4 бали   |
| Ізраїль         | 18   | 25   | 20   | 20   | 16   | 22-е        | 11-е        |
| Ірландія        | 5    | 3    | 1    | 2    | 6    | 2-е10 балів | 3-є8 балів  |
| Іспанія         | 20   | 23   | 12   | 18   | 25   | 19-е        | 17-е        |
| Італія          | 14   | 8    | 4    | 11   | 4    | 9-е2 бали   | 12-е        |
| Кіпр            | 23   | 13   | 22   | 9    | 14   | 14-е        | 18-е        |
| Латвія          | 10   | 15   | 8    | 13   | 15   | 11-е        | 6-е5 балів  |
| Литва           | 7    | 6    | 3    | 7    | 5    | 6-е5 балів  | 4-е7 балів  |
| Люксембург      | 21   | 10   | 10   | 6    | 7    | 10-е1 бал   | 13-е        |
| Німеччина       | 3    | 5    | 13   | 3    | 8    | 4-е7 балів  | 15-е        |
| Норвегія        | 12   | 14   | 14   | 23   | 23   | 16-е        | 8-е3 бали   |
| Португалія      | 6    | 9    | 7    | 8    | 3    | 8-е3 бали   | 22-е        |
| Сербія          | 11   | 21   | 16   | 22   | 24   | 17-е        | 24-е        |
| Словенія        | 24   | 17   | 15   | 25   | 21   | 21-е        | 23-є        |
| Фінляндія       | 9    | 11   | 17   | 15   | 13   | 12-е        | 9-е2 бали   |
| Франція         | 4    | 2    | 5    | 10   | 11   | 5-е6 балів  | 5-е6 балів  |
| Хорватія        | 8    | 7    | 9    | 5    | 2    | 7-е4 бали   | 2-е10 балів |
| Швейцарія       | 1    | 1    | 2    | 1    | 1    | 1-е12 балів | 1-е12 балів |
| Швеція          | 2    | 4    | 6    | 4    | 10   | 3-є8 балів  | 16-е        |